# Aximopsis elegans
Aximopsis elegans är en stekelart som beskrevs av Masi 1917. Aximopsis elegans ingår i släktet Aximopsis och familjen kragglanssteklar.
Artens utbredningsområde är Seychellerna. Inga underarter finns listade.